# ジェイコム多摩
株式会社ジェイコム多摩（ジェイコムたま）は、かつて東京都立川市に本社を置き、ケーブルテレビ（同時再放送、自主放送）と電気通信事業（インターネット接続、IP電話）を主たる業務とし、有線一般放送（ケーブルテレビ局）を運営する一般放送事業者および電気通信事業者であった。株式会社ジュピターテレコム(J:COM)の連結子会社であり、会社および局呼称は「J:COM 多摩」であった。

## 沿革
- 1982年（昭和57年）
  - 10月15日
    - 多摩放送開発株式会社が設立。
- 1989年（平成元年）
  - 2月16日
    - 社名をマイ・テレビ株式会社に変更。
    - 立川市が出資により第三セクターとなる。

  - 6月9日
    - 有線テレビジョン放送施設設置許可取得。

  - 9月4日
    - 資本金19億8100万円に増資。
- 1990年（平成2年）
  - 4月1日
    - 第1期工区開局。
- 1991年（平成3年）
  - 1月1日
    - 第2期工区開局。

  - 10月1日
    - 第3期工区開局。
- 1992年（平成4年）
  - 1月10日
    - 一般第2種電気通信業務（JC－SAT地球局）無線局免許取得・開始。
- 1993年（平成5年）
  - 7月1日
    - 第4期工区開局。
- 1994年（平成6年）
  - 4月1日
    - 第5期工区（立川市全域）開局。
- 1995年（平成7年）
  - 4月1日
    - 第6期工区開局（清掃工場電波障害対策による小平市上水新町の一部）開局。

  - 6月20日
    - 国立市内の有線テレビジョン放送施設設置許可取得。
- 1996年（平成8年）
  - 3月22日
    - 昭島市・東大和市・武蔵村山市内の有線テレビジョン放送施設設置許可取得。

  - 7月1日
    - 第7期工区（国立市の一部）開局。

  - 9月1日
    - 昭島センター・北部センター（武蔵村山・東大和）開設。

  - 9月2日
    - 第9期工区（昭島市の一部）開局。

  - 11月11日
    - 第13期工区（武蔵村山市の一部）開局。

  - 11月30日
    - 資本金24億7600万円に増資。

  - 12月4日
    - 第11期工区（東大和市の一部）開局。
- 1997年（平成9年）
  - 3月5日
    - 第一種電気通信事業許可取得。

  - 6月2日
    - 第10期工区（昭島市全域）開局。

  - 8月4日
    - 第12期工区（東大和市全域）開局。
    - 第14期工区（武蔵村山市全域）開局。

  - 12月1日
    - 第8期工区（国立市全域）開局。
- 1998年（平成10年）
  - 4月1日
    - インターネット接続事業サービス開始。
- 2000年（平成12年）
  - 8月22日
    - 資本金34億7600万円に増資。
- 2001年（平成13年）
  - 4月1日
    - 本社を「立川市曙町2丁目9番1号」から「立川市栄町6丁目1番地の1」に移転。
- 2004年（平成16年）
  - 6月1日
    - 地上デジタル放送・BSデジタル放送・JCNを用いたデジタル多チャンネル放送サービス開始。
- 2006年（平成18年）
  - 1月31日
    - ジャパンケーブルネット株式会社が株式取得。JCNグループに参画。

  - 4月1日
    - 呼称を「JCNマイテレビ」に変更。

  - 6月1日
    - JCNサービスラインナップ導入。

  - 8月1日
    - アナログ多チャンネル放送サービスのチャンネル番号をJCN各局共通番号に変更。
- 2007年（平成19年）
  - 2月1日
    - プライマリ電話サービス「ケーブルプラス電話」を用いた『JCN電話』開始。

  - 4月1日
    - 会員誌「JCN plus」創刊。

  - 7月1日
    - HDD内蔵録画機能付きSTB「録りま専科」提供開始。

  - 9月1日
    - 『JCN VODサービス』開始。

  - 12月1日
    - 「ワンワン」が地上デジタル放送で開始。チャンネル名称が「JCNプラスチャンネル」に変更。
- 2008年（平成20年）
  - 4月1日
    - JCNテレビに『デジエース』開始。

  - 10月1日
    - 『JCNプラスビデオ』開始。
- 2009年（平成21年）
  - 3月1日
    - JCNケータイ（au携帯電話）販売開始。

  - 4月1日
    - DVD搭載HDD内蔵録画機能付きSTB「録りま専科DVD」提供開始。
    - 専用受信端末を用いた『JCN緊急地震速報』サービス開始。

  - 6月1日
    - 双方向設置済みの「録りま専科」・「録りま専科DVD」利用者向けに、一部を除く携帯電話からの『ケータイ録画予約』開始。

  - 11月2日
    - JCNインターネットの『スタンダード』の下り最大伝送速度を8Mから15Mに増速。
- 2010年（平成22年）
  - 1月31日
    - アナログ多チャンネル放送サービス終了。

  - 4月1日
    - 「JCNプラスチャンネル」で、デジタル録画コピー制御（コピーフリーからダビング10の運用）開始。

  - 時期未定
    - JCNインターネットに下り最大伝送速度160Mの『スピードスター160』開始予定。
- 2011年（平成23年）
  - 4月1日
    - コミュニティチャンネルをハイビジョン化予定。

  - 7月24日
    - 地上アナログ放送を終了し、地上放送デジアナ変換を暫定的に提供開始。
- 2012年（平成24年）
  - 10月1日
    - 商号を「株式会社JCNマイテレビ」に変更。
    - 『JCNプラスチャンネル』の名称を『JCNマイテレビチャンネル』に変更。
    - 新しいコミュニティチャンネル『にっぽんケーブルチャンネル』を放送開始。
- 2014年（平成26年）
  - 4月1日
    - 親会社のジャパンケーブルネット株式会社が株式会社ジュピターテレコムに吸収合併[1]。

  - 6月1日
    - 呼称を「J:COM 多摩」に変更[2]。
    - 『JCNマイテレビチャンネル』の名称を『J:COMチャンネル多摩』に変更。
    - 「JCN」ブランドを廃止。
    - J:COM統一サービス名称として『J:COM TV』、『J:COM NET』および『J:COM PHONE』を制定し展開。
    - J:COMサービスラインナップ導入。
    - 『J:COM PHONE プラス』を提供開始。
    - 「にっぽんケーブルチャンネル」（JCN）を「J:COMテレビ」（J：COM）に統合[3]。

  - 7月1日
    - 商号を「株式会社ジェイコム多摩」に変更[2]。

  - 10月1日
    - 『J:COM WiMAX 2+』を提供開始。
- 2015年（平成27年）
  - 3月31日
    - 地上放送デジアナ変換の暫定的提供を終了。
- 2019年（平成31年）
  - 4月1日
    - 株式会社ジェイコム東京に吸収合併され、会社解散[4]。

## 事業所
本社
- 本社
  - 東京都立川市栄町6丁目1番1号 立飛ビル6号館 別館

事務所
- 立川営業事務所
  - 立川市栄町6丁目1番1号 立飛ビル6号館 別館（本社内）

## 提供区域内自治体
- 東京都
  - 立川市、昭島市、国立市、東大和市、武蔵村山市、小平市、福生市、国分寺市

## 業務内容
- 2019年（平成31年）3月31日時点。

統一サービス
1. J:COM TV（テレビ放送サービス[注 1]）
  1. 双方向機能（STBインターネット接続サービス）
  2. インタラクTV（STBテレビ向け情報サービス）
  3. ナビシェル（STB向けご案内画面サービス）
  4. J:COMオンデマンド（VODサービス）
  5. リモート録画予約（番組録画予約）
  6. ジェイコム マガジン（番組ガイド誌）
  7. J:COMチャンネル（第一コミュニティチャンネル）
  8. J:COMテレビ（第二コミュニティチャンネル）
2. J:COM NET（インターネット接続サービス）
  1. ZAQ（インターネットサービスプロバイダ）
  2. J:COM WiMAX 2+（4G（WiMAX）サービス[注 2]）
3. J:COM PHONE（固定電話（CATV電話）サービス）
  1. J:COM PHONEプラス（VoIP方式（プライマリ電話）サービス）[注 3]）
4. J:COM 電力
5. J:COM MOBILE（4G（LTE）サービス[注 4]）

付加サービス
- J:COM 緊急地震速報

### J:COM TV

#### 地上デジタル放送
- 表中、「伝送方式」欄の『部類』に関しては下記を参照。
  - 「PT」はパススルー方式。
  - 「TM」はトランスモジュレーション方式。
- 表中、『記号』に関しては下記を参照。
  - 「●」は視聴可能。
  - 「×」は視聴不可。
  - 「?」は不明。
- 2019年（平成31年）3月31日時点。

| リ モ コ ン キ \| ID | 放送局              | 三桁 チャンネル | 伝送方式 | 伝送方式 | 備考         |
| リ モ コ ン キ \| ID | 放送局              | 三桁 チャンネル | PT       | TM       | 備考         |
| -------------------- | ------------------- | --------------- | -------- | -------- | ------------ |
| 1                    | NHK総合・東京       | 011 012         | ●        | ●        |              |
| 2                    | NHKEテレ東京        | 021 022 023     | ●        | ●        |              |
| 3                    | テレ玉              | 031 032 033     | ●        | ●        | 区域外再放送 |
| 3                    | tvk                 | 031 032 033     | ●        | ●        | 区域外再放送 |
| 4                    | 日本テレビ          | 041 042         | ●        | ●        |              |
| 5                    | テレビ朝日          | 051 052 053     | ●        | ●        |              |
| 6                    | TBS                 | 061 062         | ●        | ●        |              |
| 7                    | テレビ東京          | 071 072 073     | ●        | ●        |              |
| 8                    | フジテレビジョン    | 081 082 083     | ●        | ●        |              |
| 9                    | TOKYO MX            | 091 092 093     | ●        | ●        |              |
| 10                   | J:COMテレビ         | 101 102         | ●        | ×        |              |
| 11                   | J:COMチャンネル多摩 | 111 112         | ●        | ●        |              |

#### FMラジオ
- 2019年（平成31年）3月31日時点。

| MHz  | 放送局     | 備考 |
| ---- | ---------- | ---- |
| 78.0 | bayfm      |      |
| 78.6 | FM-FUJI    |      |
| 79.5 | NACK5      |      |
| 80.6 | TOKYO FM   |      |
| 83.1 | NHK東京-FM |      |
| 85.3 | J-WAVE     |      |